# أليكس رادوليسكو
أليكس رادوليسكو (بالألمانية: Alexander Rădulescu) مواليد 7 ديسمبر 1974 في بوخارست، هو لاعب كرة مضرب ألماني سابق وكان يلعب باليد اليمنى. بدأ مسيرته الاحترافية في سنة 1995. أعلى تصنيف له في الفردي كان المركز الـ 51 في سنة 1997.

## روابط خارجية
- أليكس رادوليسكو على موقع رابطة محترفي التنس (الإنجليزية)
- أليكس رادوليسكو على موقع الاتحاد الدولي لكرة المضرب (الإنجليزية)
- أليكس رادوليسكو على موقع خلاصة التنس.كوم (الإنجليزية)